# Jeździectwo na Igrzyskach Azjatyckich 2018
Jeździectwo na Igrzyskach Azjatyckich 2018 – jedna z dyscyplin rozgrywana podczas igrzysk azjatyckich w Dżakarcie i Palembangu. Zawody odbyły w dniach 20 – 30 sierpnia w Jakarta International Equestrian Park w stolicy Indonezji. Do rywalizacji w sześciu konkurencjach przystąpiło 138 zawodników z 22 państw.

## Uczestnicy
W zawodach wzięło udział 138 zawodników z 22 państw.
| Reprezentacja                | Liczba zawodników |
| ---------------------------- | ----------------- |
| Arabia Saudyjska             | 5                 |
| Bahrajn                      | 4                 |
| Brunei                       | 1                 |
| Chiny                        | 8                 |
| Chińskie Tajpej              | 8                 |
| Filipiny                     | 3                 |
| Hongkong                     | 8                 |
| Indie                        | 7                 |
| Indonezja                    | 13                |
| Iran                         | 6                 |
| Japonia                      | 13                |
| Katar                        | 9                 |
| Kirgistan                    | 4                 |
| Korea Południowa             | 11                |
| Kuwejt                       | 6                 |
| Liban                        | 1                 |
| Malezja                      | 5                 |
| Singapur                     | 3                 |
| Syria                        | 4                 |
| Tajlandia                    | 11                |
| Uzbekistan                   | 4                 |
| Zjednoczone Emiraty Arabskie | 6                 |
| 22 reprezentacji             | 138               |

## Medaliści
| Konkurencja                         | Złoto | Srebro                                                                       | Brąz |       |
| ----------------------------------- | --- | ---------------------------------------------------------------------------- | --- | ----- |
| WKKW drużynowy                      | Japonia · Kenta Hiranaga · Ryuzo Kitajima · Yoshiaki Oiwa · Takayu Kiyumira                                        | Indie · Rakesh Kumar · Ashish Malik · Fouaad Mirza · Jitender Singh          | Tajlandia · Arinadtha Chavatanont · Preecha Khunjan · Korntawat Samran                                        | [ 3 ] |
| WKKW indywidualny                   | Yoshiaki Oiwa | Fouaad Mirza                                                                 | Alex Hua Tian                                                                                                 | [ 4 ] |
| Ujeżdżenie drużynowe                | Japonia · Akane Kuroki · Kazuki Sado · Masanao Takahashi · Shunsuke Terui                                          | Korea Południowa · Kim Chun-pil · Kim Hyeok · Kim Kyun-sub · Nam Dong-heon   | Tajlandia · Apisada Bannagijsophon · Arinadtha Chavatanont · Pakjira Thongpakdi · Chalermcharn Yotviriyapanit | [ 5 ] |
| Ujeżdżenie indywidualne             | Jacqueline Wing Ying Siu                                                                                           | Mahamad Fathil Mohd Qabil Ambak                                              | Kim Hyeok | [ 6 ] |
| Skoki przez przeszkody drużynowe    | Arabia Saudyjska · Ramzy Al-Duhami · Khaled Abdulaziz Al-Eid · Khaled Abdulrahman Al-Mobty · Abdullah Al-Sharbatly | Japonia · Daisuke Fukushima · Toshiki Masui · Shota Ogomori · Taizo Sugitani | Katar · Hamad Al-Attiyah · Ali Al-Thani · Salmen Al-Suwaidi · Basem Mohammed                                  | [ 7 ] |
| Skoki przez przeszkody indywidualne | Ali Al-Khorafi | Ali Al-Thani                                                                 | Ramzy Al-Duhami                                                                                               | [ 8 ] |

## Tabela medalowa
| Pozycja | Reprezentacja    | Złoto | Srebro | Brąz | Razem |
| ------- | ---------------- | ----- | ------ | ---- | ----- |
| 1.      | Japonia          | 3     | 1      | 0    | 4     |
| 2.      | Arabia Saudyjska | 1     | 0      | 1    | 2     |
| 3.      | Hongkong         | 1     | 0      | 0    | 1     |
| 3.      | Kuwejt           | 1     | 0      | 0    | 1     |
| 5.      | Indie            | 0     | 2      | 0    | 2     |
| 6.      | Katar            | 0     | 1      | 1    | 2     |
| 6.      | Korea Południowa | 0     | 1      | 1    | 2     |
| 8.      | Malezja          | 0     | 1      | 0    | 1     |
| 9.      | Tajlandia        | 0     | 0      | 2    | 2     |
| 10.     | Chiny            | 0     | 0      | 1    | 1     |
| Razem   | Razem            | 6     | 6      | 6    | 18    |